# Europski zimski bacački kup 2004.
Europski zimski bacački kup 2004. bilo je četvrto izdanje europskog atletskog natjecanja u bacačkim disciplinama održano u malteškom gradu Marsi 13. i 14. ožujka 2003. godine. Natjecanje je organizirao Europski atletski savez u suradnji s Malteškim atletskim savezom i gradom domaćinom. Na natjecanju je sudjelovalo 147 natjecatelja iz 28 europskih država, koji su se natjecali u 8 atletskih bacačkih disciplina (4 muške, 4 ženske).
Natjecanje se održalo u atletskim bacačkim disciplinama bacanju kugle, diska, kugle i kladiva. Natjecatelji su bili podijeljeni u "A" i "B" skupinu za svaku disciplinu. Najbolji iz obje skupine kvalificirali su se u završnicu, u kojoj su se borili za odličja. Najviše odlčja u ženskoj konkurenciji osvojila je Rusija, no unatoč i većem broju bodova, Njemačka je završila na prvom mjestu tablice odličja, kao jedina s dva zlatna odličja.
Malta je kao zemlja domaćin imala samo jednog natjecatelja u bacanju koplja. Jedini predstavnik bio je Jean Paul Callus, koji je na svečanosti otvaranja bacio malteški rekord u bacanju koplja bacivši 59,93 metara. Zbog lošeg vremena i oborina na natjecanju nisu ostvareni bolji rezultati, ali zato su standardi za ulazak u završnicu bili vrlo niski.

## Rezultati

### Muškarci
| Disciplina      | Zlato              | Rezultat | Srebro         | Rezultat | Bronca                   | Rezultat |
| --------------- | ------------------ | -------- | -------------- | -------- | ------------------------ | -------- |
| Bacanje kugle   | Rutger Smith       | 20,23 m  | Miran Vodovnik | 19,65 m  | Grigorij Panfilov        | 19,43 m  |
| Bacanje diska   | Gerd Kanter        | 63,21 m  | Mario Pestano  | 62,00 m  | Rutger Smith             | 59,84 m  |
| Bacanje koplja  | Vadims Vasiļevskis | 82,44 m  | Ainārs Kovals  | 82,13 m  | Teemu Wirkkala           | 80,87 m  |
| Bacanje kladiva | Krisztián Pars     | 79,69 m  | Eşref Apak     | 77,76 m  | Alexandros Papadimitriou | 77,13 m  |

### Žene
| Disciplina      | Zlato               | Rezultat | Srebro          | Rezultat | Bronca               | Rezultat |
| --------------- | ------------------- | -------- | --------------- | -------- | -------------------- | -------- |
| Bacanje kugle   | Vita Pavliš         | 19,39 m  | Nadine Kleinert | 18,17 m  | Assunta Legnante     | 17,96 m  |
| Bacanje diska   | Franka Dietzsch     | 60,32 m  | Natalya Sadova  | 60,28 m  | Mélina Robert-Michon | 58,69 m  |
| Bacanje koplja  | Valerija Zabruskova | 63,84 m  | Steffi Nerius   | 62,80 m  | Jekaterina Ivakina   | 61,34 m  |
| Bacanje kladiva | Andrea Bunjes       | 67,99 m  | Shirley Webb    | 67,52 m  | Sini Latvala         | 67,49 m  |

## Tablica odličja
| Plasman | Država                 | Zlato | Srebro | Bronca | Ukupno | Muški bodovi | Ženski bodovi |
| ------- | ---------------------- | ----- | ------ | ------ | ------ | ------------ | ------------- |
| 1.      | Njemačka               | 2     | 2      | 0      | 4      | 8.177        | 8.185         |
| 2.      | Rusija                 | 1     | 1      | 2      | 4      | 8.335        | 8.240         |
| 3.      | Latvija                | 1     | 1      | 0      | 2      | -            | -             |
| 4.      | Nizozemska             | 1     | 0      | 1      | 2      | -            | -             |
| 5.      | Estonija               | 1     | 0      | 0      | 1      | -            | -             |
| 5.      | Mađarska               | 1     | 0      | 0      | 1      | -            | -             |
| 5.      | Ukrajina               | 1     | 0      | 0      | 1      | 4.984        | 4.058         |
| 8.      | Ujedinjeno Kraljevstvo | 0     | 1      | 0      | 1      | 3.008        | 4.006         |
| 8.      | Slovenija              | 0     | 1      | 0      | 1      | 3.158        | -             |
| 8.      | Španjolska             | 0     | 1      | 0      | 1      | 4.074        | 5.633         |
| 8.      | Turska                 | 0     | 1      | 0      | 1      | -            | -             |
| 12.     | Finska                 | 0     | 0      | 2      | 2      | 5.173        | -             |
| 13.     | Francuska              | 0     | 0      | 1      | 1      | 3.936        | 5.865         |
| 13.     | Grčka                  | 0     | 0      | 1      | 1      | -            | -             |
| 13.     | Italija                | 0     | 0      | 1      | 1      | 8.123        | 7.908         |
| 16.     | Bjelorusija            | 0     | 0      | 0      | 0      | -            | 3.867         |

## Države sudionice
| - Albanija - Austrija - Azerbajdžan* - Belgija - Bjelorusija - Češka - Estonija - Hrvatska - Finska - Francuska - Njemačka - Ujedinjeno Kraljevstvo | - Grčka - Latvija - Italija - Malta - Nizozemska - Poljska - Portugal - Rumunjska | - Rusija - Slovenija - Španjolska - Švicarska - Švedska - Ukrajina - Turska |

- Napomena: *Iako se Azerbajdžan zemljopisno ne nalazi u Europi, dobio je odobrenje Europskog atletskog saveza za nastup.

### Rezultati
- (engl.) Rezultati 4. Europskog zimskog bacačkog kupa - Malta, 2004.; PDF Format  Arhivirana inačica izvorne stranice od 24. rujna 2015. (Wayback Machine), rfea.es, objavljeno 15. – 16. ožujka 2004., pristupljeno 15. travnja 2016
- (engl.) Rezultati - Euro Challenge, Marsa (Malta); 13. i 14. ožujka 2004., tilastopaja.org, pristupljeno 15. travnja 2016.